# Aurel Loubongo
Aurel Loubongo-M'Boungou (* 19. Juni 2001 in Hamburg) ist ein deutsch-kongolesischer Fußballspieler.

## Karriere

### Verein
Nach seinen Anfängen in der Jugendabteilung des Hamburger SV wechselte er im Sommer 2013 innerhalb seiner Heimatstadt in die Jugendabteilung des FC St. Pauli. Für seinen Verein bestritt er 21 Spiele in der B-Junioren-Bundesliga und 31 Spiele in der A-Junioren-Bundesliga, bei denen ihm insgesamt 14 Tore gelangen. Im August 2019 stand er einmal im Spieltagskader der ersten Mannschaft in der 2. Bundesliga, ohne eingesetzt zu werden, spielte ansonsten aber für die zweite Mannschaft in der Regionalliga Nord. Ab Sommer 2020 wurde er bei seinem Verein mit einem Profivertrag ausgestattet.
Im Sommer 2022 wechselte er in die 3. Liga zu Rot-Weiss Essen. Seinen ersten Profieinsatz hatte er am 23. Juli 2022, dem 1. Spieltag, als er bei der 1:5-Heimniederlage gegen die SV Elversberg in der 71. Spielminute für Lawrence Ennali eingewechselt wurde.
Im Sommer 2023 wechselte er in die Regionalliga Nord zum Drittliga-Absteiger VfB Oldenburg.

### Nationalmannschaft
Loubongo kam im Jahr 2019 zu drei Einsätzen in der U18-Nationalmannschaft des DFB.